# Kumagai Yūichi
Kumagai Yūichi (熊谷雄一) là chính khách người Nhật Bản. Hiện tại, ông đang giữ chức vụ làm thị trưởng thành phố Hachinohe kể từ ngày 17 tháng 11 năm 2021.